# Bilal Mohammed
Bilal Mohammed Rajab (in arabo بلال محمد‎?; Qatar, 2 giugno 1986) è un calciatore qatariota, difensore dell'Al-Sadd e della Nazionale qatariota.